# Kładka Piaskowa
Kładka Piaskowa to kładka piesza, przerzucona nad Kanałem Młyna Maria. Kładka łączy Wyspę Piasek z Wyspą Słodową. Kładka została wybudowana w 2002 roku. Konstrukcję nośną kładki stanową trzyprzęsłowe dźwigary stalowe, spawane, o przekroju skrzynkowym. Pochylnie i schody, stanowiące dojścia do kładki, w konstrukcji żelbetowej. Długość całkowita kładki wynosi 109,28 m, a jej szerokość 3,20 m. Nieco inne dane podaje portal Wratislaviae Amici.